# Alcedo semitorquata
Il martin pescatore blu o martin pescatore dal semicollare (Alcedo semitorquata Swainson, 1823) è un uccello coraciforme della famiglia degli Alcedinidi.

## Descrizione

### Dimensioni
Misura circa una ventina di centimetri di lunghezza, di cui un terzo spetta al lungo becco; l'apertura alare è all'incirca equivalente alla lunghezza corporea, il peso raggiunge i 40 g.

### Aspetto
La forma del corpo è tozza, con piccole zampe e grande testa. La colorazione è blu intenso nella parte dorsale del corpo, con tendenza all'iscurimento alla base del becco e dietro gli occhi: la gola ed il petto sono bianchi, così come una macchia ellissoidale nella zona sotto ciascun orecchio, che si estende verso la nuca ma non si congiunge all'omologa dall'altro lato del capo, dando origine a un "mezzo collare" dal quale la specie trae il nome. Il ventre ed il sottocoda sono invece di un colore che va dal giallo all'arancio, le zampe sono di colore carnicino-arancio, il becco lungo e robusto è nero.

## Biologia

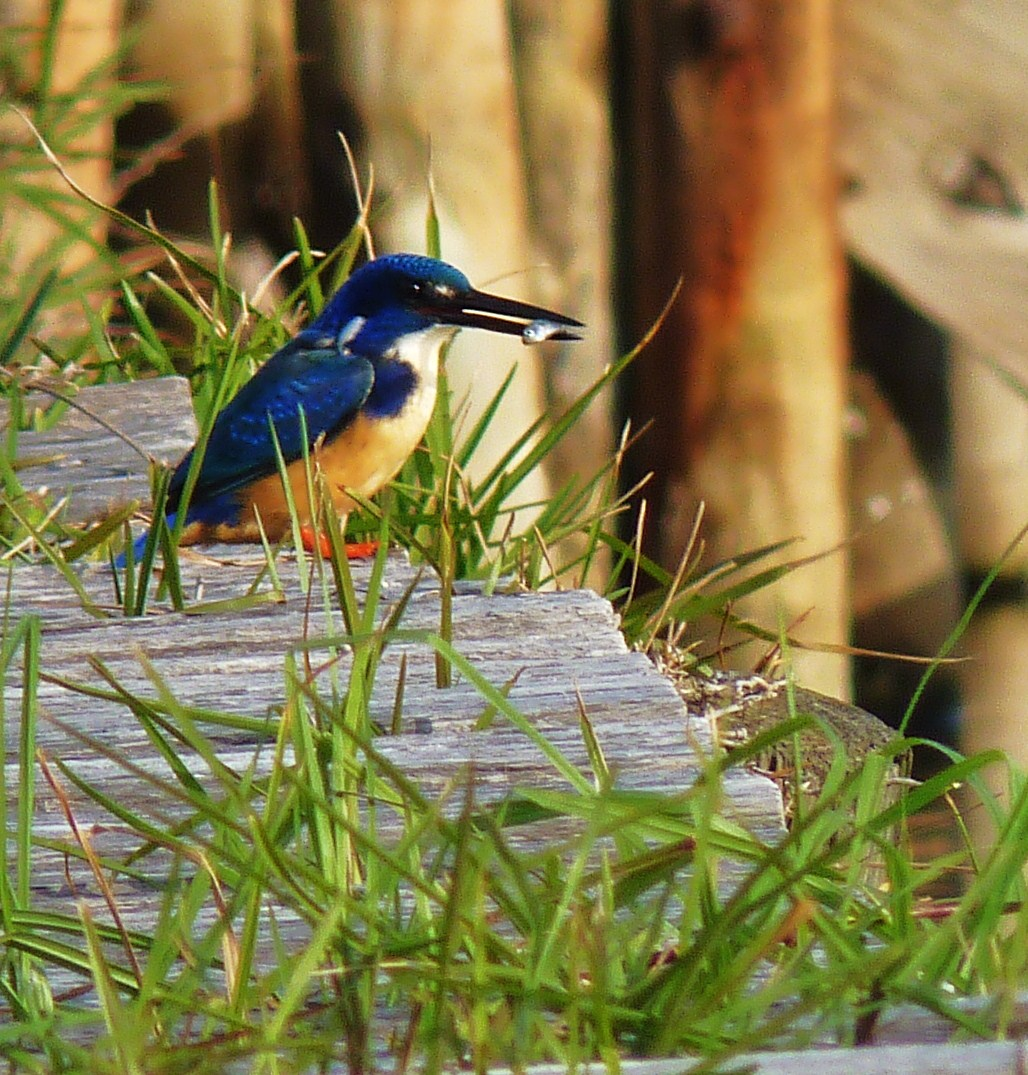
Un martin pescatore blu con una preda nel becco nella provincia del Capo.

Si tratta di un animale solitario e diurno, che passa la maggior parte del suo tempo appostato su un ramo sporgente sull'acqua, in attesa di movimenti che segnalino la presenza di cibo. Una volta avvistata la preda (che si basa su piccoli pesci, girini ed invertebrati acquatici), l'animale si tuffa per afferrarla, per poi fare ritorno al proprio punto d'osservazione e consumarla intera partendo dalla testa, se necessario provvedendo prima a finirla sbattendola ripetutamente sul legno o sulle rocce.
Le abitudini solitarie e territoriali di questi uccelli subiscono una variazione durante il periodo riproduttivo (che va da luglio a marzo, anche se la maggior parte delle covate vengono portate avanti fra settembre ed ottobre), quando esse si riuniscono in coppie. Ambedue i sessi provvedono alla costruzione del nido (una galleria più larga che alta di circa un metro di lunghezza scavata nell'argine di un fiume, terminante in una camera ovale in cui vengono deposte le uova), nella cova delle uova, che vengono generalmente deposte in numero di 3-4 (ma possono essere osservate covate composte da un singolo uovo così come covate di 6 o 7 uova, molte delle quali non schiudono perché il genitore non riesce a covarle) e nella cura dei piccoli, che rimangono coi genitori per circa un mese.

## Distribuzione e habitat
Questa specie occupa un vasto ma spezzettato areale che comprende gran parte dell'Africa orientale e meridionale si divide in tre grosse zone, che coincidono grossomodo ciascuno all'areale occupato da ognuna delle tre sottospecie in cui questo uccello viene generalmente classificato: la prima comprende gran parte del Corno d'Africa, la seconda l'area compresa fra Tanzania (sebbene vengano sporadicamente registrate coppie con prole in Kenya), Mozambico settentrionale (fino al fiume Save) ed Angola, una terza il Sudafrica orientale e costiero.
Nell'ambito del proprio areale il martin pescatore blu si trova lungo i corsi d'acqua permanenti e non eccessivamente profondi, con presenza di vegetazione cespugliosa o arborea lungo le rive. Meno comune è osservarlo in ambienti lacustri.

## Tassonomia
Questo martin pescatore è molto affine al congenere e simile martin pescatore comune, tanto da far pensare a una superspecie.
Se ne distinguono tre sottospecie:
- Alcedo semitorquata semitorquata, la sottospecie nominale, diffusa in Africa meridionale;
- Alcedo semitorquata heuglini, diffusa in Eritrea ed Etiopia;
- Alcedo semitorquata tephria, diffusa in Tanzania, Zambia e Zimbabwe